# Кем Нілі
Камерон Майкл Нілі (англ. Cameron Michael Neely; нар. 6 червня 1965, м. Комокс, Канада) — канадський хокеїст, правий нападник. Член Зали слави хокею (2005).
Виступав за «Портленд Вінтергокс» (ЗХЛ), «Ванкувер Канакс», «Бостон Брюїнс».
В чемпіонатах НХЛ — 726 матчів (395+299), у турнірах Кубка Стенлі — 93 матчі (57+21).
Досягнення
- Фіналіст Кубка Стенлі (1988, 1990)
- Учасник матчу всіх зірок НХЛ (1988, 1989, 1990, 1991, 1996)

Нагороди
- Нагорода Білла Мастертона (1994).